# 鬼女と野獣
『鬼女と野獣』（きじょとやじゅう、原題：Cruelty and the Beast）は、イングランドのエクストリーム・メタル・バンド、クレイドル・オブ・フィルスが1998年に発表した3作目のスタジオ・アルバム。

## 背景
バンド初のコンセプト・アルバムで、エリザベス・バソリー伯爵夫人（ハンガリー語での読みはバートリ・エルジェーベト）を題材としている。タイトルはフリードリヒ・ニーチェの格言「There is no beauty without cruelty」と、ディズニー映画『Beauty and the Beast』を元に付けられた。
本作のレコーディングには、『鮮血の処女狩り』などハマー・フィルム・プロダクション制作のホラー映画に多数出演してきた女優イングリッド・ピットがゲスト参加した。

## 反響・評価
母国イギリスでは1998年5月16日付の全英アルバムチャートで48位を記録し、バンド初の全英トップ100アルバムとなった。フィンランドのアルバム・チャートでは合計6週トップ40入りし、最高13位を記録した。
Jason Ankenyはオールミュージックにおいて5点満点中4点を付け「このジャンルのファンには受け入れられるだろうが、そうでない向きにとっては、全くもって馬鹿げていると思われるかもしれない」と評している。クリス・チャントラーは2021年、loudersound.comの企画「クレイドル・オブ・フィルスの全アルバムのランキング」で本作を2位に挙げた。

## 収録曲
特記なき楽曲は作詞：ダニ・フィルス／作曲：クレイドル・オブ・フィルス。1. 5. 9.はインストゥルメンタル。
1. 残虐非道な物語 - Once Upon Atrocity – 1:43
2. エリザベス、不吉な13の秋 - Thirteen Autumns and a Widow – 7:14
3. 鬼女の蘭 - Cruelty Brought Thee Orchids – 7:18
4. 吠える星の下に - Beneath the Howling Stars – 7:42
5. 恐怖の女神 - Venus in Fear – 2:20
6. 暴虐の序曲 - Desire in Violent Overture – 4:16
7. 信仰の歪んだ釘 - The Twisted Nails of Faith – 6:50
8. バソリー夫人のアリア - Bathory Aria – 11:02
  - 1. 凶運の闇 - "Benighted Like Usher"
  - 2. 烏殺しのフーガ - "A Murder of Ravens in Fugue"
  - 3. 狂気を見つめる瞳 - "Eyes That Witnessed Madness"
9. 死せる伯爵夫人の肖像 - Portrait of the Dead Countess – 2:52
10. 情欲と争いの誘惑 - Lustmord and Wargasm (The Lick of Carnivorous Winds) – 7:58

### 日本盤CD ボーナス・トラック
下記の曲順は2001年再発CD (VICP-61272)に準拠。日本初回盤CD (PMDI-01244)には「審判の日」のみ収録されていた。
1. ブラック・メタル - Black Metal – 3:27
  - 作詞・作曲：クロノス、マンタス、アバドン
  - ヴェノムのアルバム『ブラック・メタル』（1982年）収録曲のカヴァー。
2. 審判の日 - Hallowed Be Thy Name – 7:09
  - 作詞・作曲：スティーヴ・ハリス
  - アイアン・メイデンのアルバム『魔力の刻印』（1982年）収録曲のカヴァー。
3. ソドミー・アンド・ラスト - Sodomy and Lust – 4:47
  - 作詞・作曲：トム・エンジェルリッパー、フランク・ブラックファイア、クリス・ウィッチハンター
  - ソドムのEP『Expurse of Sodomy』（1987年）収録曲のカヴァー。

## 参加ミュージシャン
- ダニ・フィルス - ボーカル
- スチュアート・アンスティス - ギター
- ジャン・パイアズ - ギター
- レクター - キーボード
- ロビン・グレイヴス - ベース
- ニコラス・バーカー - ドラムス
- サラ・イザベル・デーヴァ - バッキング・ボーカル

アディショナル・ミュージシャン
- イングリッド・ピット（英語版） - スポークン・ワード(on "The Twisted Nails of Faith", "Eyes That Witnessed Madness")
- Danielle Cneajna Cottington - バッキング・ボーカル